# Kobberopstanden
Kobberopstanden, også kendt som Moskvaopstanden i 1662 var en stor opstand i Moskva, Rusland den 25. juli 1662 imod den økonomiske tilstand i Rusland.

## Begyndelsen
Forud for opstanden var gået en periode hvor den russiske økonomi gradvist blev dårligere og dårligere primært grundet krige med Polen og Sverige og kraftigt øgede skatter. I 1654 besluttede det russiske parlament at begynde at udstede kobbermønter i store mængder på lige fod med sølvmønter. Dette medførte en kraftig devalusering af kobbermønterne som igen medførte hamstring og ågerpriser på de vigtigste produkter samt masseproduktion af falske kobbermønter hvori embedsmænd var involveret. I 1662 var Rusland allerede i finansiet krise.
Nogle få dage før opstanden havde der allerede cirkuleret rygter og de såkaldte sorte lister, som indeholdt navnene på de ansvarlige for det økonomiske morads. Disse lister blev pludselig opsat i flere områder i Moskva natten til den 25. juli. De inkluderede navnene på "forrædere" som boyaren Miloslavsky, okolnichyen Fyodor Rtishchev og Bogdan Khitrovo, diakken D.M.Bashmakov, handelsmændene V.G.Shorin og S.Zadorin samt andre. Alle disse mennesker blev anklaget for at være skyld i det økonomiske kollaps efter introduktionen af kobbermønter og for at have hemmelige bånd til det katolske Polen.

## Opstanden og undertrykkelsen af den
Kobberopstanden begyndte tidligt om morgenen den 25. juli og fortsatte til ud på eftermiddagen. Op imod 10.000 tog part i den civile opstand primært moskovitter. Efter at have læst deres erklæring tog de mod Kolomenskoye for at mødes med zar Alexei Mikhailovich. De forlangte at "forræderne" blev overleveret til folket og at der blev taget skridt imod en stabilisering af økonomien. Zareb og boyarerne lovede at sænke skatterne og foretage en undersøgelse i overensstemmelse med erklæringen præsenteret af den vrede hob. Lederne troede zaren og tog tilbage til Moskva hvor folk i mellemtiden var ved at ødelægge de mest hadede købmænds hjem. De to grupper af oprører mødtes halvvejs mellem Moskva og Kolomenskoye hvor de tog tilbage til zarens residens. Da de nåede dertil havde zaren samlet en hær (6.000-10.000 soldater) for at modstå oprørerne. Alexei Mikhailovich beordrede at opstanden skulle nedkæmpes uden nåde. Som resultat heraf blev op imod 1.000 dræbt, hængt eller druknet i Moskva-floden. Flere tusinde blev arresteret og senere sendt i eksil efter en brutal undersøgelse.
Selvom opstanden kun varede en dag indgød det frygt hos topembedsmændene og i 1663 gik man bort fra at bruge kobbermønter.